# Doc West
Série
L'Homme à la gâchette
(2009)
Pour plus de détails, voir Fiche technique et Distribution.
Doc West est un téléfilm italo-américain de Terence Hill et Giulio Base, diffusé pour la première fois en 2009. Il a pour suite à L'Homme à la gâchette, diffusé la même année.

## Synopsis
Doc West est un joueur de poker mystérieux, témoin d'un braquage et nouveau venu dans la ville de Holysand, il se retrouve emprisonné à tort après avoir été accusé de tricherie lors d'une partie de poker.
Lors de son séjour en prison il sympathise avec le shérif Baseheart qui le libérera faute de preuves. 
Doc West promet de quitter la ville mais il est retenu par plusieurs habitants de la ville pour mettre un terme à une querelle opposant deux familles rivales.
Avec le concours de Doc West, la paix revient dans la ville paisible alors que son enquête lui permettra d'arrêter le braqueur qu'il avait rencontré plus tôt, ses talents de médecins seront reconnus et il parviendra à chasser ses vieux démons et reprendre la chirurgie pour sauver la vie de son jeune ami Silver.

## Fiche technique
- Titre original italien et français : Doc West
- Réalisation : Terence Hill et Giulio Base
- Scénario : Marcello Olivieri, Luca Biglione
- Photographie : Roberto Siciliano
- Montage : Massimiliano Trevis
- Musique : Maurizio De Angelis
- Production : Anselmo Parrinello, Simone Tordi
- Sociétés de production : Reti Televisive Italiane, DAP Italy,
- Pays de production :  Italie -  États-Unis
- Langue de tournage : anglais américain
- Format : Couleurs
- Durée : 93 minutes
- Genre : western humoristique
- Date de première diffusion :
  - Italie : 7 septembre 2009 (diffusion télévisée)
  - États-Unis : 7 septembre 2009 (sortie DVD)
  - France : 4 avril 2012 (sortie DVD)

## Distribution
- Terrence Hill (VF : Philippe Résimont) : Minnesota West, Doc West

- Paul Sorvino (VF : Patrick Descamps) : le shérif, Roy Basehart
- Clare Carey (VF : Guylaine Gibert) : Denise Star
- Mercredes Legget (VF : Cathy Boquet) : Gloria, la serveuse
- Benjamin Petry : Silver, le jeune garçon
- Boots Southerland (VF : Michel de Warzée) : Nathan Mitchell
- Maria Palma Petruolo (VF : Marie van Ermengen) : Millie Mitchell
- Alessio Di Clemente : Garvey, le braqueu
- Micah Alberti (VF : Pierre Lognay) : Burt Baker
- Linus Huffman (VF : Michel Hinderinckx) : Jack Baker
- Gianni Biasetti (VF : Ronald Beurms) : Larry
- Lois Geary (VF : Carine Seront) : grand mère Melody

## Autour du film
Les acteurs se retrouvent pour une suite intitulée Doc West 2 : l'Homme à la gâchette (Doc West: La sfida)
Le co-réalisateur Giulio Base apparaît dans le second film dans le rôle du journaliste.